# Yorima
Yorima là một chi nhện trong họ Dictynidae.